# Desaparecido em combate

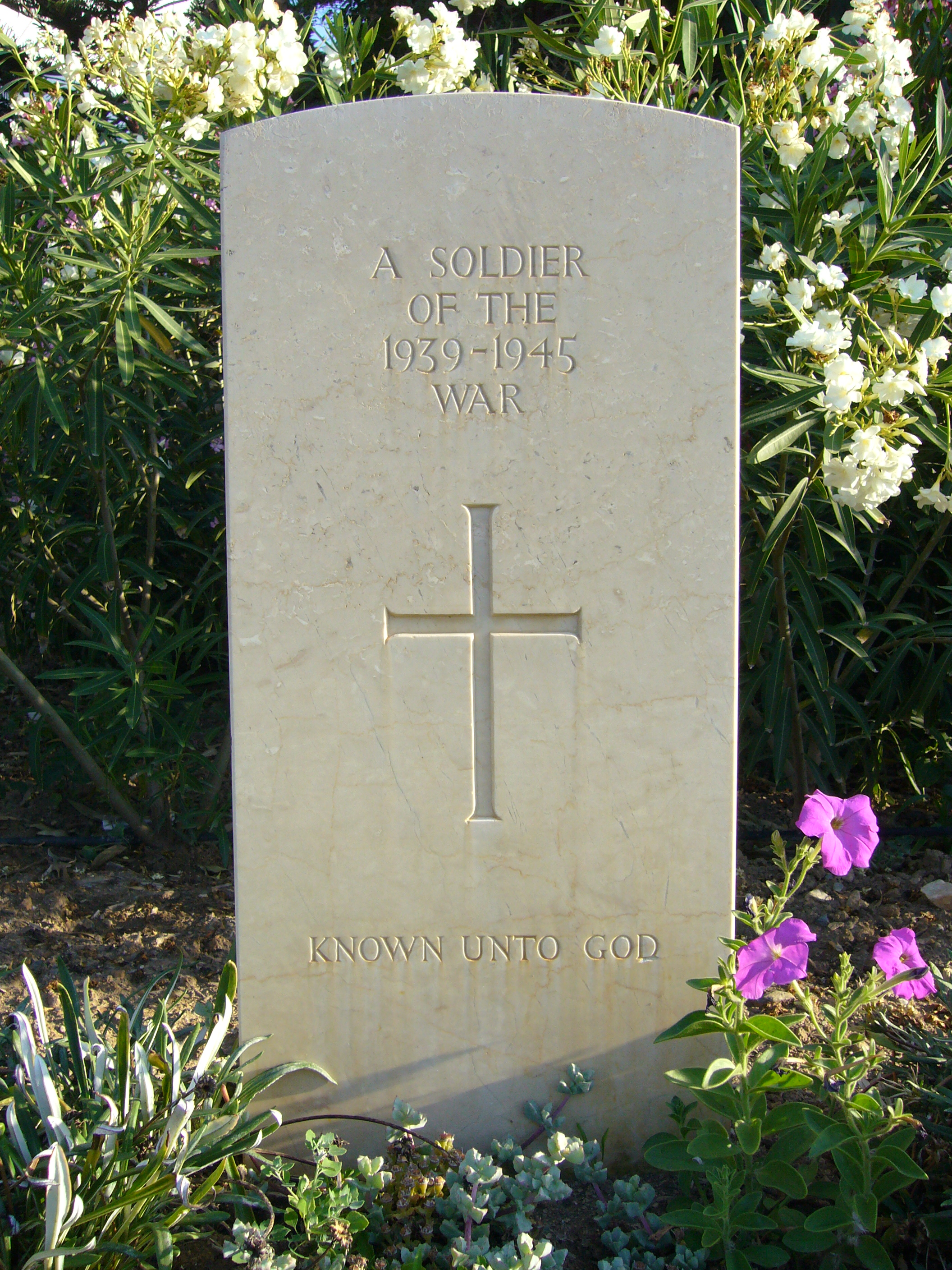
Túmulo de um combatente britânico desconhecido, morto em 1943 durante a Batalha de Leros. Como sua identidade é desconhecida, ele está desaparecido em ação. Juntamente a lápide está grava a expressão "known unto God" em uma tradução livre "saiba por Deus", frase que faz relação a sua identidade desconhecida.

Desaparecido em combate ou desaparecido em ação, também conhecido pela expressão em inglês:  missing in action (MIA), são pessoas desaparecidas durante uma guerra ou cessar-fogo. É uma forma de classificar mortes de combatentes, militares, médicos de combate e prisioneiros de guerra.
Eles podem ter sido mortos, feridos, capturados, executados ou abandonados. Se falecido, nem seus restos mortais nem túmulo foram identificados positivamente. Tornar-se MIA tem sido um risco ocupacional desde que houve guerra.

## Problemas e soluções
Até por volta de 1912, o pessoal de serviço na maioria dos países não recebia rotineiramente etiquetas de identificação. Como resultado, se alguém fosse morto em ação e seu corpo não fosse recuperado até muito mais tarde, muitas vezes havia pouca ou nenhuma chance de identificar os restos mortais, a menos que a pessoa em questão estivesse carregando itens que a identificassem, ou tivesse marcado suas roupas ou posses com informações de identificação.

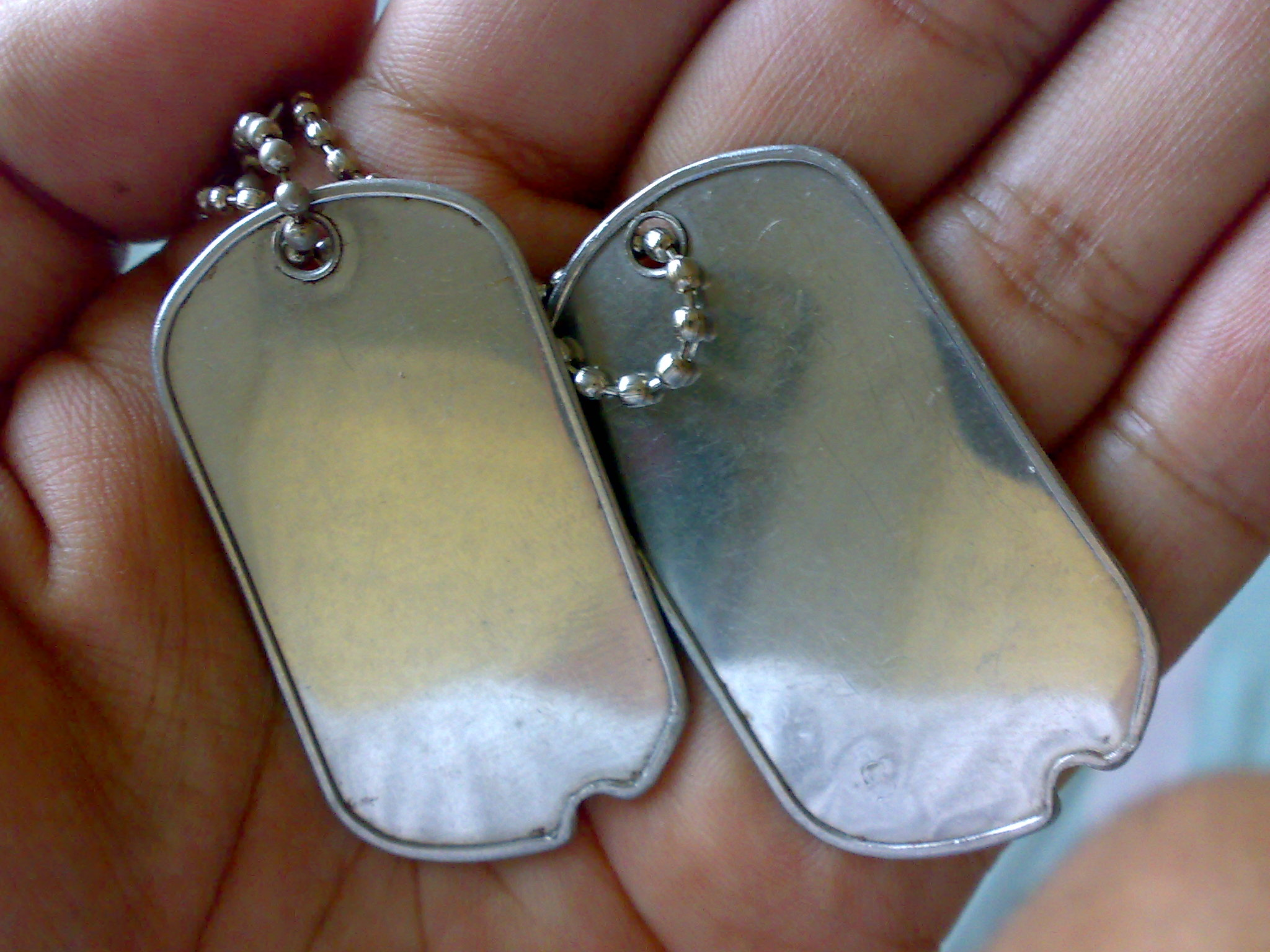
Um par de plaquetas sem informações similares as utilizadas pelos Estados Unidos nos dias atuais

A partir da época da Primeira Guerra Mundial, as nações começaram a emitir etiquetas de identificação para seu pessoal de serviço. Estes eram geralmente feitos de algum tipo de metal leve, como alumínio. No entanto, no caso do exército britânico o material escolhido foi a fibra comprimida, que não era muito durável. Embora o uso de etiquetas de identificação tenha se mostrado altamente benéfico, o problema permanecia que os corpos poderiam ser completamente destruídos (variando da destruição total do corpo à vaporização total), queimados ou enterrados pelo tipo de munições altamente explosivas rotineiramente usadas na guerra moderna ou na destruição de veículos. Além disso, o próprio ambiente de combate pode aumentar a probabilidade de falta de combatentes, como guerra na selva, ou guerra submarina, ou quedas de aeronaves em terreno
montanhoso remoto, ou em mar.

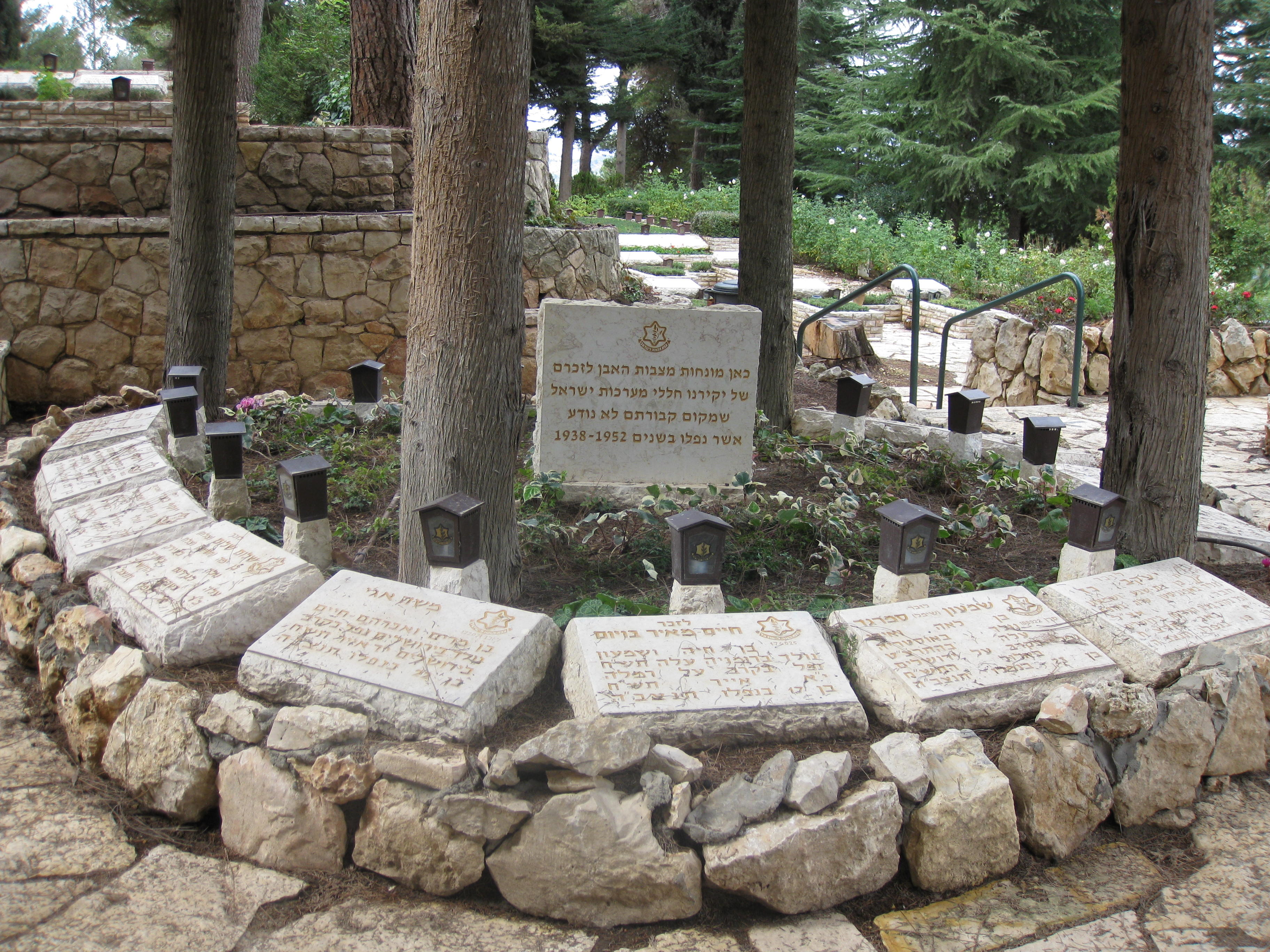
O Jardim dos Desaparecidos em Ação no Cemitério Nacional Militar e Policial em Monte Herzl em Jerusalém.

Alternativamente, podem ocorrer erros administrativos; a localização real de um túmulo temporário no campo de batalha pode ser identificada incorretamente ou esquecida devido ao "nevoeiro da guerra". A falta de um protocolo de notificação unificado sobre os mortos, feridos e capturados contribui para os desaparecimentos. Finalmente, uma vez que as forças militares não tinham um forte incentivo para manter registros detalhados dos mortos inimigos, os corpos eram frequentemente enterrados (às vezes com suas etiquetas de identificação) em sepulturas temporárias, cujos locais eram frequentemente perdidos ou obliterados, por exemplo, os esquecidos vala comum em Fromelles. Como resultado, os restos mortais de combatentes desaparecidos podem não ser encontrados por muitos anos, ou nunca. Quando combatentes desaparecidos são recuperados e não podem ser identificados após um exame forense completo (incluindo métodos como teste de DNA e comparação de registros dentários), os restos mortais são enterrados com uma lápide que indica seu status desconhecido. Outro problema em questão é a ocultação de um possível crime de guerra, como a execução de militares de alta patente após sua rendição, assim resultando na destruição do corpo para propositalmente dificultar a identificação do mesmo.
O desenvolvimento da impressão digital genética no final do século 20 significa que, se amostras de células de um swab de bochecha forem coletadas do pessoal de serviço antes da implantação em uma zona de combate, a identidade pode ser estabelecida usando até mesmo um pequeno fragmento de restos humanos. Embora seja possível coletar amostras genéticas de um parente próximo da pessoa desaparecida, é preferível coletar essas amostras diretamente dos próprios sujeitos. É um fato da guerra que alguns combatentes provavelmente desaparecerão em ação e nunca serão encontrados. No entanto, usando etiquetas de identificação e usando tecnologia moderna, os números envolvidos podem ser consideravelmente reduzidos. Além das vantagens militares óbvias, a identificação conclusiva dos restos mortais de militares desaparecidos é altamente benéfica para os parentes sobreviventes. Ter uma identificação positiva torna um pouco mais fácil aceitar sua perda e seguir em frente com suas vidas. Caso contrário, alguns parentes podem suspeitar que a pessoa desaparecida ainda está viva em algum lugar e pode retornar algum dia. No entanto, muitos desses procedimentos de identificação não são normalmente usados para combatentes que são membros de milícias, exércitos mercenários, insurreições e outras forças irregulares.

## História

### Antes do século 20
As inúmeras guerras que ocorreram ao longo dos séculos criaram muitos MIAs. A lista é longa e inclui a maioria das batalhas que já foram travadas por qualquer nação. Os problemas usuais de identificação causados pela rápida decomposição foram agravados pelo fato de que era prática comum saquear os restos mortais dos mortos para quaisquer objetos de valor, como itens pessoais e roupas. Isso tornou ainda mais difícil a já difícil tarefa de identificação. Depois disso, os mortos eram rotineiramente enterrados em valas comuns e poucos registros oficiais eram mantidos. Exemplos notáveis incluem batalhas medievais como Towton, a Guerra dos Cem Anos, A Batalha de Alcácer Quibir, onde o Rei Sebastião de Portugal desapareceu, as posteriores Guerras Civis Inglesas e Guerras Napoleônicas juntamente com qualquer batalha que lugar até meados do século XIX. Começando na época da Guerra da Crimeia, Guerra Civil Americana e Guerra Franco-Prussiana, tornou-se mais comum fazer esforços formais para identificar soldados individuais. No entanto, como não havia um sistema formal de etiquetas de identificação na época, isso poderia ser difícil durante o processo de limpeza do campo de batalha. Mesmo assim, houve uma mudança notável nas percepções, por exemplo, onde os restos mortais de um soldado em uniforme confederado foram recuperados, digamos, do campo de batalha de Gettysburg, ele seria enterrado em uma única sepultura com uma lápide que afirmava que ele era um confederado desconhecido soldado . Essa mudança de atitude coincidiu com as Convenções de Genebra, a primeira das quais foi assinada em 1864. Embora a Primeira Convenção de Genebra não abordasse especificamente a questão dos MIAs, o raciocínio por trás dela (que especificava o tratamento humano de soldados inimigos feridos) foi influente.

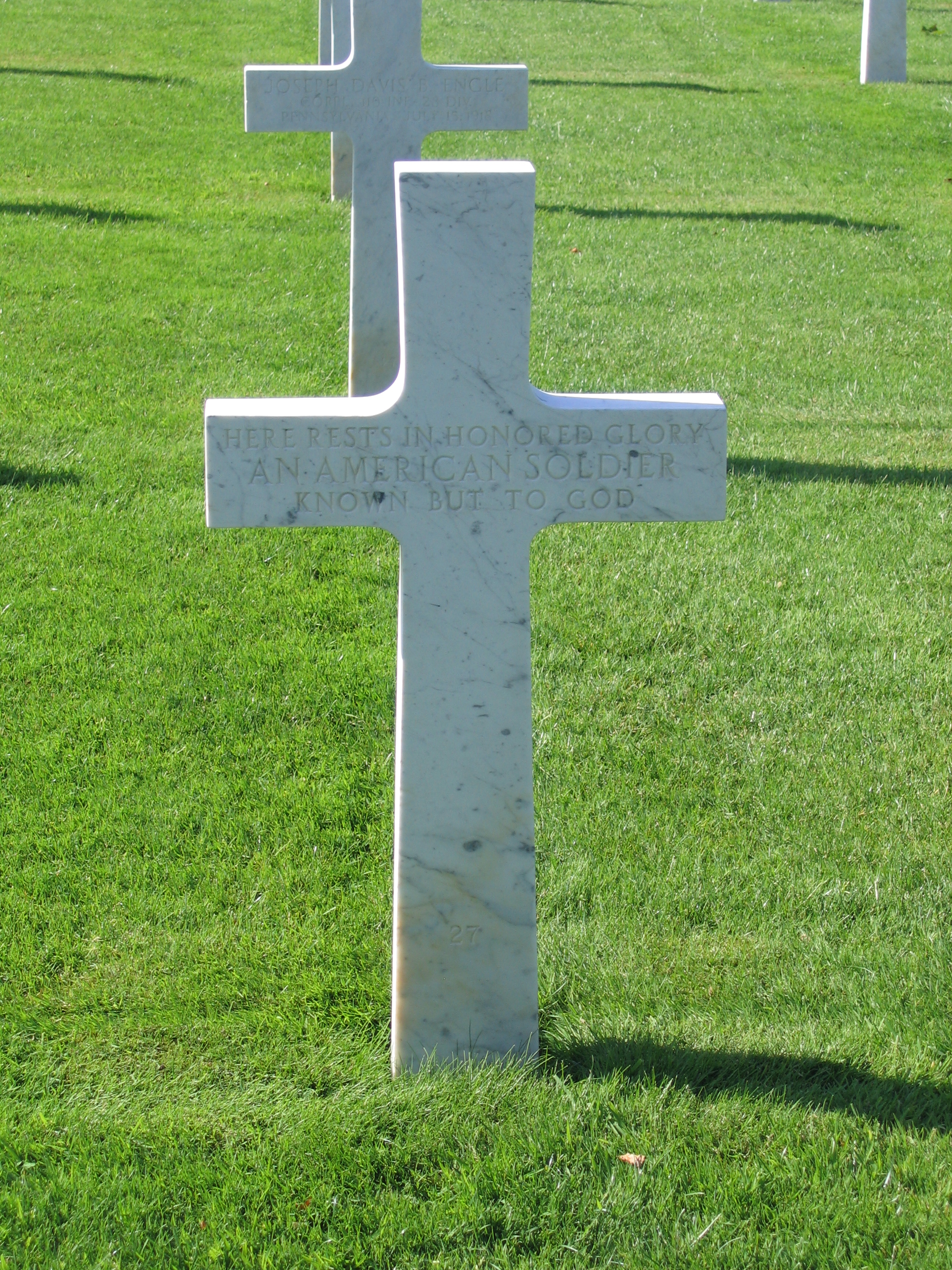
Túmulo de um combatente americano desconhecido no cemitério de Oise-Aisne. Assassinado em 1917

### Primeira Guerra Mundial
O fenômeno dos MIAs tornou-se particularmente notável durante a Primeira Guerra Mundial, onde a natureza mecanizada da guerra moderna significava que uma única batalha poderia causar um número surpreendente de baixas. Por exemplo, em 1916, mais de 300 000 combatentes aliados e alemães foram mortos na Batalha do Somme . Um total de 19.240 combatentes britânicos e da Commonwealth foram mortos em ação ou morreram de ferimentos apenas no primeiro dia dessa batalha. Portanto, não é de surpreender que o "Thiepval Memorial to the Missing of the Somme" na França tenha os nomes de 72 090 combatentes britânicos e da Commonwealth, todos os quais desapareceram em ação durante a Batalha do Somme, nunca foram encontrados e que não têm túmulo conhecido. Da mesma forma, o memorial Menin Gate na Bélgica comemora 54 896 combatentes aliados desaparecidos que são conhecidos por terem sido mortos no Ypres Salient. O ossuário de Douaumont, entretanto, contém 130 000 conjuntos não identificáveis de restos franceses e alemães da Batalha de Verdun.

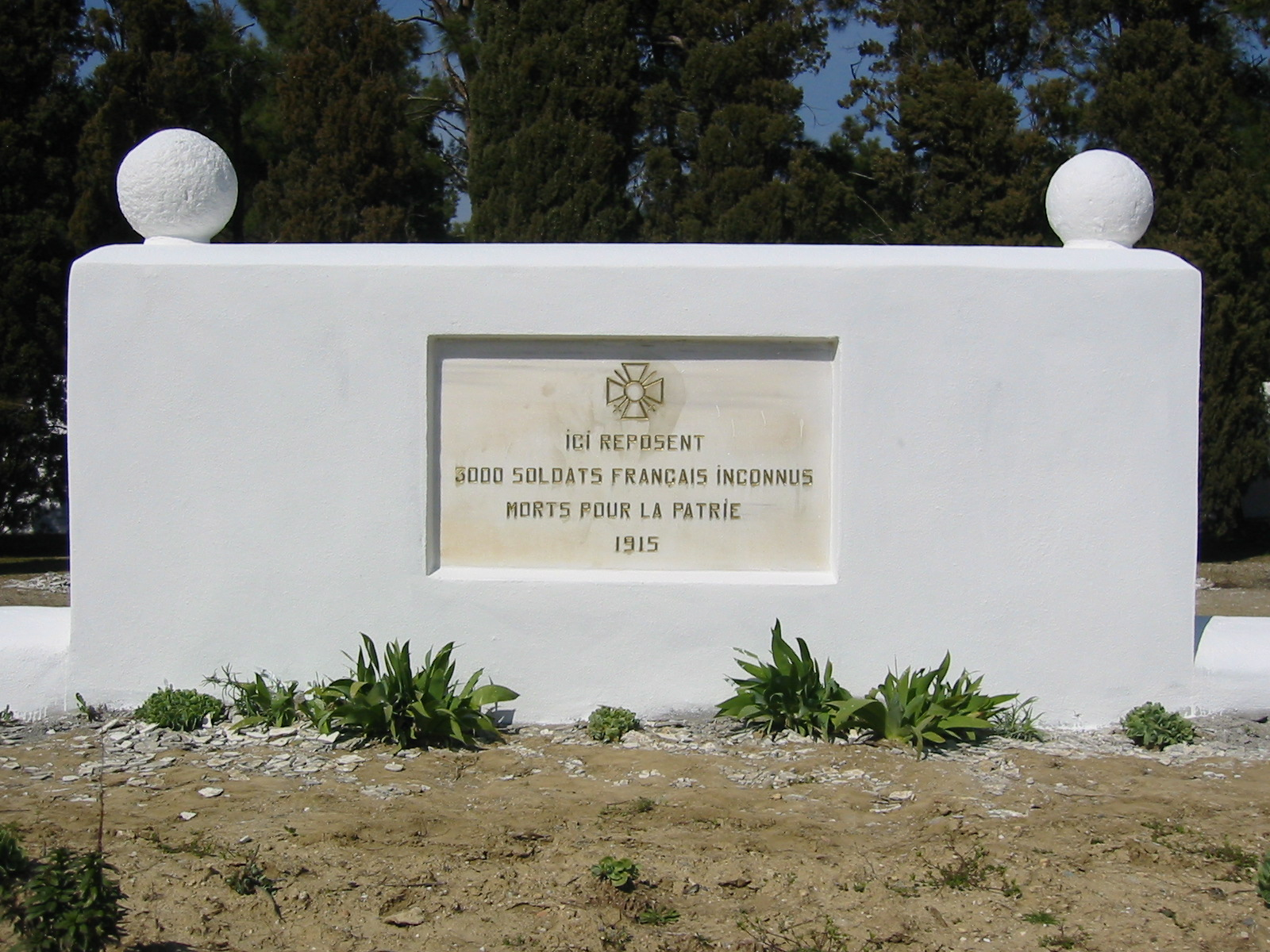
Ossuário no campo de batalha de Gallipoli, contendo os restos mortais de 3 000 soldados franceses não identificados que morreram em 1915

Mesmo no século 21, os restos mortais de combatentes desaparecidos são recuperados dos antigos campos de batalha da Frente Ocidental todos os anos. Essas descobertas acontecem regularmente, muitas vezes durante trabalhos agrícolas ou projetos de construção. Normalmente, os restos mortais de um ou vários homens são encontrados ao mesmo tempo. No entanto, ocasionalmente, os números recuperados são muito maiores, por exemplo, a vala comum em Fromelles (escavada em 2009), que continha os restos mortais de nada menos que 250 soldados aliados. Outro exemplo é a escavação ocorrida em Carspach (região da Alsácia, na França) no início de 2012, que descobriu os restos mortais de 21 soldados alemães, perdidos em um abrigo subterrâneo desde 1918, depois de terem sido enterrados por uma granada de artilharia britânica de grande calibre. Independentemente disso, esforços são feitos para identificar quaisquer restos encontrados por meio de um exame forense completo. Se isso for alcançado, tentativas são feitas para rastrear quaisquer parentes vivos. No entanto, muitas vezes é impossível identificar os restos mortais, além de estabelecer alguns detalhes básicos da unidade em que serviram. No caso de MIAs britânicos e da Commonwealth, a lápide é inscrita com a quantidade máxima de informações conhecidas sobre a pessoa. Normalmente, essas informações são deduzidas de objetos metálicos, como botões de latão e flashes de ombro com insígnias regimentais/unidades encontradas no corpo. Como resultado, lápides são inscritas com informações como "Um soldado dos Cameronians" ou "Um cabo australiano" etc... Onde nada é conhecido além da lealdade nacional do soldado, a lápide está inscrita "Um Soldado da Grande Guerra". O termo "marinheiro" ou "aviador" pode ser substituído, conforme apropriado.

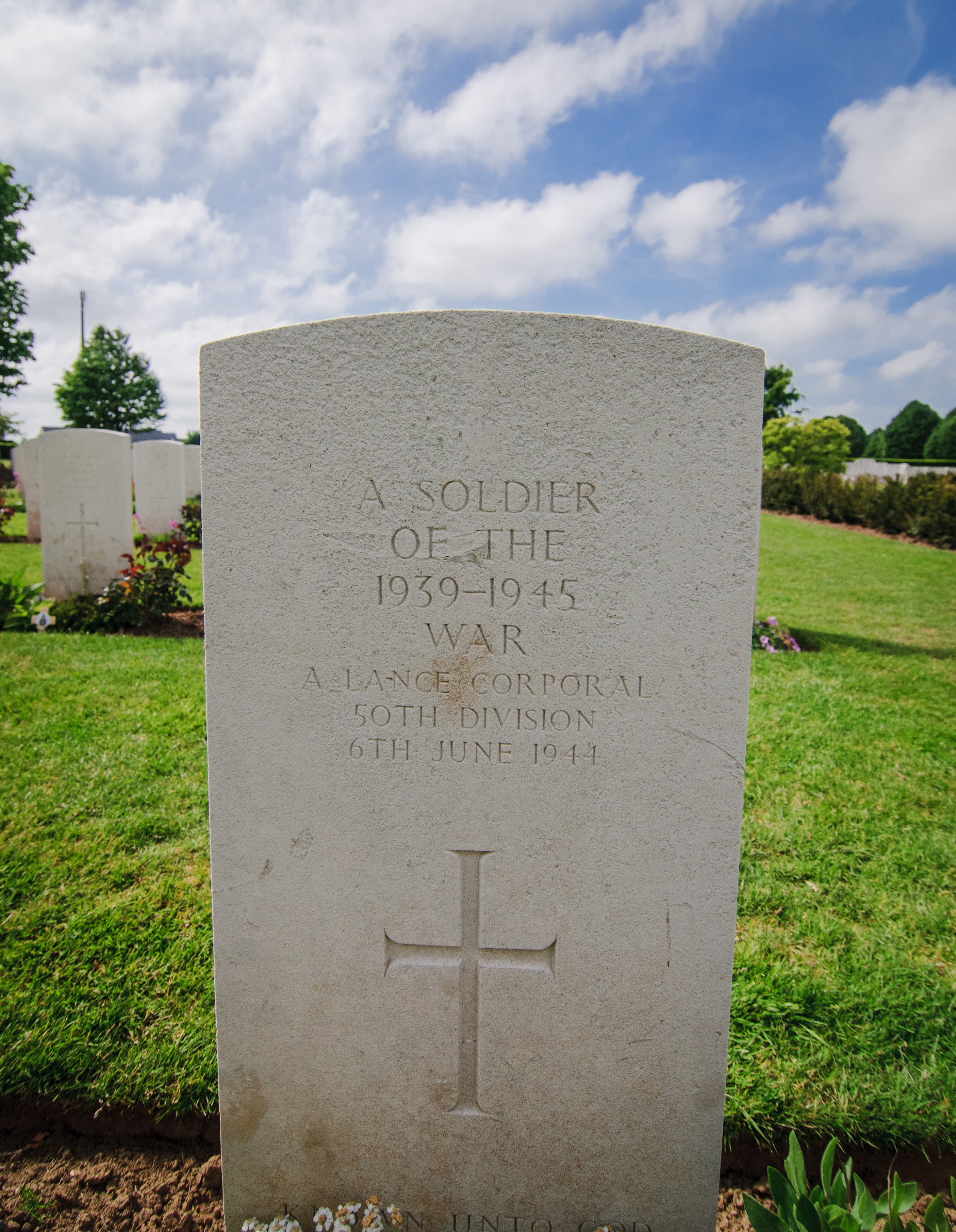
Túmulo de um desconhecido britânico Lance Corporal da 50ª Divisão, morto no dia D. Enterrado no cemitério de guerra de Bayeux

### Segunda Guerra Mundial

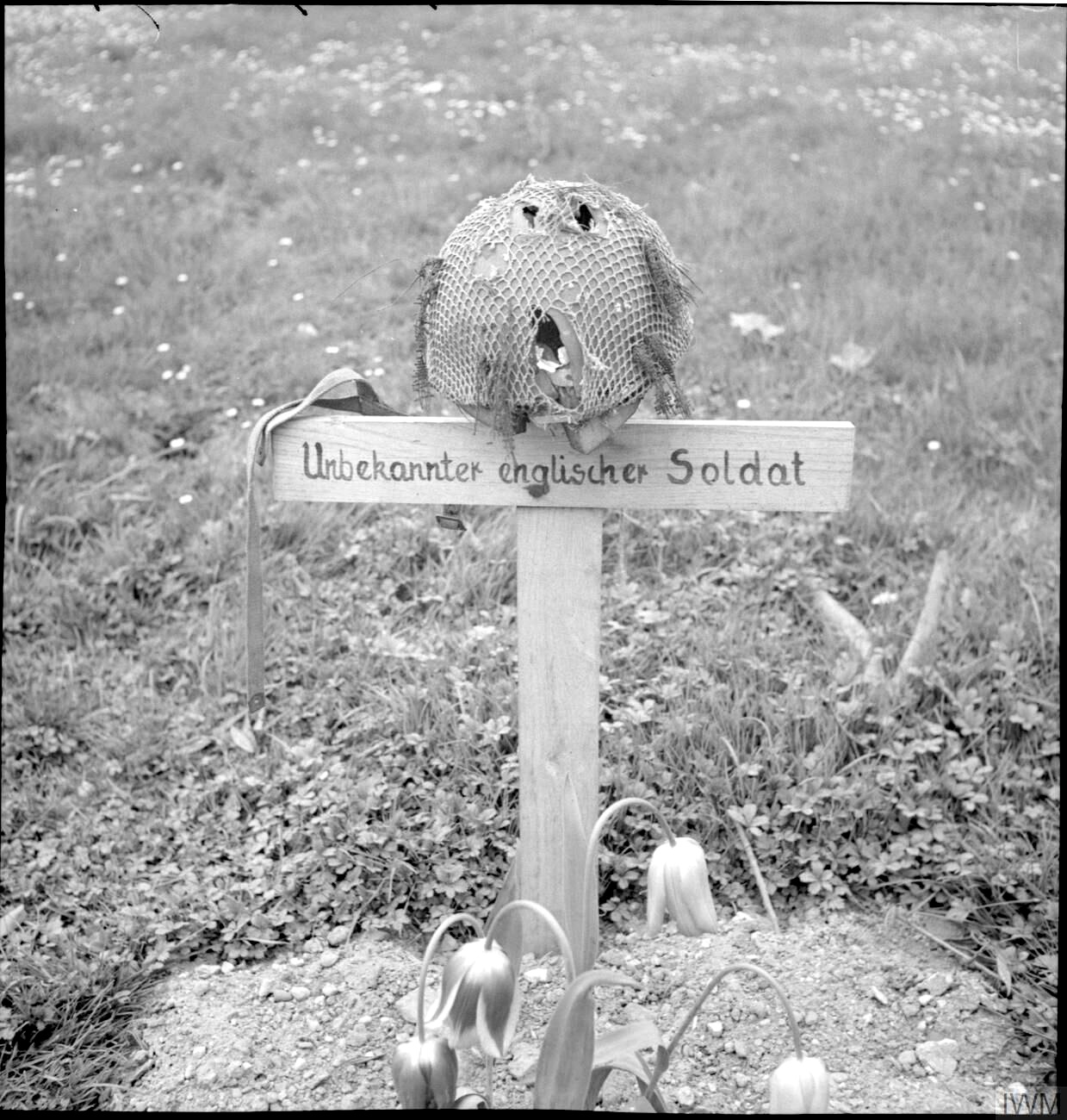
Alemão fez túmulo de um paraquedista britânico desconhecido, morto na Batalha de Arnhem, 1944. Fotografado em abril de 1945

Há muitos combatentes desaparecidos e outras pessoas em serviço desde a Segunda Guerra Mundial. Nas Forças Armadas dos Estados Unidos, 78 750 pessoas desaparecidas em ação foram relatadas até o final da guerra, representando mais de 19% do total de 405 399 mortos durante o conflito.
Tal como acontece com os MIAs da Primeira Guerra Mundial, é uma ocorrência de rotina que os restos mortais de pessoas desaparecidas mortas durante a Segunda Guerra Mundial sejam periodicamente descobertos. Normalmente, são encontrados por acaso (por exemplo, durante os trabalhos de construção ou demolição), embora em algumas ocasiões sejam recuperados após buscas deliberadas e direcionadas. Assim como na Primeira Guerra Mundial, na Europa Ocidental os MIAs são geralmente encontrados como indivíduos, ou em duplas ou trios. No entanto, às vezes os números em um grupo são consideravelmente maiores, por exemplo , a vala comum em Villeneuve-Loubet, que continha os restos mortais de 14 soldados alemães mortos em agosto de 1944. Outros estão localizados em locais remotos de queda de aeronaves em vários países. Mas na Europa Oriental e na Rússia, as baixas da Segunda Guerra Mundial incluem aproximadamente dois milhões de alemães desaparecidos, e muitas valas comuns ainda não foram encontradas. Quase meio milhão de desaparecidos alemães foram enterrados em novas sepulturas desde o fim da Guerra Fria. A maioria deles permanecerá desconhecida. A Comissão Alemã de Túmulos de Guerra está liderando o esforço. Da mesma forma, existem aproximadamente 4 milhões de militares russos desaparecidos espalhados pela antiga Frente Oriental, de Leningrado a Stalingrado, embora cerca de 300 grupos de voluntários façam buscas periódicas em antigos campos de batalha para recuperar restos humanos para identificação e reenterro.
Durante os anos 2000, houve uma atenção renovada dentro e fora das forças armadas dos EUA para encontrar restos de desaparecidos, especialmente no Teatro Europeu e especialmente desde que testemunhas envelhecidas e historiadores locais estavam morrendo. O grupo World War II Families for the Return of the Missing foi fundado em 2005 para trabalhar com o "Agência de Contabilidade POW/MIA do Departamento de Defesa dos EUA" e outras entidades governamentais para localizar e repatriar os restos mortais de americanos perdidos no conflito. O presidente do grupo disse em referência aos esforços muito mais divulgados para encontrar restos mortais dos EUA na Guerra do Vietnã: “O Vietnã tinha defensores. Esta era uma geração mais velha, e eles não sabiam a quem recorrer.” 
Em 2008, os investigadores começaram a realizar buscas no atol de Tarawa, no Oceano Pacífico, tentando localizar os restos mortais de 139 fuzileiros navais americanos, desaparecidos desde a Batalha de Tarawa em 1943. Entre 2013 e 2016, os restos mortais de 37 fuzileiros navais dos EUA foram recuperados de Tarawa. Entre os recuperados estava Alexander Bonnyman, ganhador da Medalha de Honra.
Em 30 de dezembro de 2021, de acordo com a Agência de Contabilidade POW/MIA do Departamento de Defesa dos EUA, ainda havia 72 550 militares e civis dos EUA ainda desaparecidos da Segunda Guerra Mundial.

## Animais
Animais militares também podem ser declarados oficialmente desaparecidos em ação.